# Haplostoma elongatum
Haplostoma elongatum is een eenoogkreeftjessoort uit de familie van de Botryllophilidae. De wetenschappelijke naam van de soort is voor het eerst geldig gepubliceerd in 2009 door Ooishi.